# Daydream (Google)
Na tecnologia, o Daydream View foi um periférico adicional de realidade virtual para jogos eletrónicos (dispositivo tecnológico de imersão em ambiente virtual 3D e 360º) no formato de um óculos tecnológico de cabeça desenvolvido pela Google para uso com um smartphone com sistema Android, anunciado no evento Google I/O de 2016 e, lançado no mesmo ano  como sucessor do dispositivo Google Cardboard. Daydream foi descontinuado em 2019 no evento Made by Google.
O Daydream é uma plataforma com aplicativos e experiências para realidade virtual. Possui especificações tanto de software como de hardware, chamando dispositivos compatíveis de "Daydream-Ready".
O Google Daydream chegou no Brasil em 2018.  

## Hardware
O Daydream só funciona com smartphones com componentes específicos; O Google anunciou na I/O que oito parceiros de hardware vão fazer smartphones compatíveis: Samsung, HTC, LG, Xiaomi, Huawei, ZTE, Asus e Alcatel.

## Software
Em 2016, o Google vai adicionar um recurso conhecido como modo Android-VR ou VR-Ready na versão mais recente do Android. Este modo vai dar aplicativos de VR acesso exclusivo para os núcleos do processado , enquanto eles estão em primeiro plano, o que reduzirá a latência.